# Нейроінфекції
Нейроінфекції (англ. Neyroinfections, також інфекції центральної нервової системи англ. Central Nervous System Infections) — медичний термін, загальна назва інфекційних захворювань, які спричинюють бактерії, віруси, патогенні гриби, найпростіші та пріони. Характеризуються переважною локалізацією збудника в центральній нервовій системі (ЦНС) та клінічними ознаками ураження різних її відділів. Іноді до цієї групи хвороб відносять ті, де відбувається ураження периферичної нервової системи.

## Класифікація за терміном ураження ЦНС
Деякі збудники інфекційних хвороб, потрапляючи до організму, здатні відразу пройти до ЦНС та спричинити у ній запальний процес або зумовити розвиток полісистемної та поліорганної патології з подальшим залученням нервової системи. Це стало підґрунтям для поділу нейроінфекцій на:
- первинні (кліщовий енцефаліт, японський енцефаліт, сказ, менінгококовий менінгіт тощо);
- вторинні (туберкульозний менінгіт, криптококовий менінгіт, токсоплазмозний енцефаліт тощо).

## Класифікація за типом збудника
Виділяють нейроінфекції за збудниками, що їх спричинюють:
- бактеріальні — деякі рикетсіози, поворотні тифи, менінгококова інфекція; до випадків вторинних нейроінфекцій відносять деякі бактеріози, зокрема черевний тиф, туберкульоз, лептоспіроз, чума, сибірка, хвороба Лайма тощо в разі їхнього ускладнення ураженнями ЦНС;
- вірусні — сказ, кліщовий енцефаліт, японський енцефаліт, гарячка Західного Нілу, поліомієліт, деякі енцефалітичні форми ентеровірусних інфекцій, епідемічний паротит за умови розвитку менінгіту, герпесвірусні інфекції тощо;
- спричинені найпростішими — церебральна форма тропічної малярії, токсоплазмозний енцефаліт, сонна хвороба, гранульоматозний амебний енцефаліт, первинний амебний менінгоенцефаліт тощо;
- грибкові — криптококовий менінгіт;
- пріонові хвороби — хвороба Кройцфельда — Якоба, куру, синдром Герстмана — Штройслера — Шейнкера, фатальне сімейне безсоння.

## Класифікація за формою ураження
Ряду інфекційних уражень нервової системи притаманні різноманітні прояви ураження головного мозку (енцефаліт) або спинного мозку (мієліт), або їхнє поєднання — енцефаломієліт. Енцефаліт характеризується розвитком на тлі інфекційного синдрому порушення свідомості, судомних нападів, ознак пошкодження ядер стовбура мозку, появою розладів мови, центральних парезів і паралічів кінцівок. При мієліті відзначаються парестезії, біль у м'язах, при шийній локалізації запального процесу — тетраплегія, при грудній — нижня центральна параплегія.

### Енцефаліти
Енцефаліти — запальні ураження речовини головного мозку. За поширеністю патологічного процесу виділяють:
- енцефаліти з переважним ураженням білої речовини — лейкоенцефаліти (група підгострих прогресуючих лейкоенцефалітів);
- енцефаліти з переважним ураженням сірої речовини — поліоенцефаліти (поліомієліт, епідемічний летаргічний енцефаліт);
- енцефаліти з дифузним ураженням нервових клітин і провідних шляхів головного мозку — паненцефаліти (кліщовий енцефаліт, японський).

У залежності від переважної локалізації їх ділять на:
- стовбурові,
- мозочкові,
- мезенцефальні,
- діенцефальні.

Вони можуть бути дифузними і осередковими, за характером ексудату — гнійними і негнійними. Виділяють також первинні та вторинні енцефаліти (їх ще називають пост- або параінфекційними). При первинному енцефаліті відбувається ураження мозку, яке спричинюють безпосередньо проникнення інфекційного агента через гематоенцефалічний бар'єр. Вторинні енцефаліти характеризуються перівенозною інфільтрацією і дифузною демієлінізацією, що виникають як результат імунних пізніх реакцій. Приблизно 50 % усіх випадків енцефалітів вторинні. Переважна більшість випадків первинного енцефаліту обумовлена вірусами.

### Менінгіти
Менінгіти — запальні ураження мозкових оболон, які спричинюють бактерії, віруси, грибки тощо. Їх патоморфологічно поділяють на:
- лептоменінгіти (запалення м'якої і павутинної мозкових оболон)
- пахіменінгіти (запалення твердої мозкової оболони).

Але в клінічній практиці під терміном «менінгіт» зазвичай розуміють запалення саме м'якої мозкової оболони. Виділяють також за характером запального ексудату гнійні (переважно бактеріальної природи) та серозні (переважно вірусної природи) менінгіти.

## Спільні клінічні ознаки нейроінфекцій
Інфекційні захворювання, що уражають ЦНС, мають як специфічні прояви, обумовлені впливом конкретного збудника, так і неспецифічні синдроми. Ці спільні для нейроінфекцій синдроми пов'язані із загальними реакціями організму на хворобу.

### Загальні прояви
Притаманні всім нейроінфекціям. При цьому розрізняють продромальні явища, гарячку, токсичні прояви, соматичні розлади. Продромальний період спостерігається у більшості хворих протягом декількох годин або навіть 1-2 діб до маніфестації нейроінфекції. Клінічні прояви характеризуються загальним нездужанням, головним болем та іншими вегетативно-судинними розладами, рідше субфебрильним підвищенням температури тіла. При всіх нейроінфекціях розвивається висока гарячка (39 °C і вище) в перші години маніфестації. Гарячка обумовлена не тільки дією збудника, але й гіпоталамічними порушеннями. Токсичні прояви розвиваються через дію на ЦНС токсинів, комплексів антиген-антитіло, що проявляється судинною дистонією, порушеннями гемодинаміки, гемостазу та іншими метаболічними змінами. Деякі нейроінфекції в гострому періоді захворювання перебігають на тлі запальних процесів верхніх дихальних шляхів, особливо характерних для повітряно-крапельного механізму (менінгококова, ентеровірусні інфекції). При фекально-оральному механізмі зараження розвивається диспепсичний синдром — пронос або закреп, блювання, анорексія, біль у животі тощо.

### Загальномозкові прояви
До них належать:
- інтенсивний розпираючий головний біль дифузного характеру;
- світлобоязнь;
- шкірна, оптична і акустична гіперестезія;
- блювання, часто без попередньої нудоти через набряк-набухання головного мозку;
- зміна свідомості (психомоторне збудження, галюцинації, марення), пригнічення свідомості (оглушення, сопор, кома);
- фебрильні судоми у дітей.

### Менінгеальний синдром
Проявляються менінгеальні (ригідність потиличних м'язів, симптом Керніга, симптоми Брудзинського тощо) та радикулярні симптоми (Керера, Гордона, Менделя тощо).

### Вегетативно-судинні прояви
Обумовлені як безпосереднім ураженням вегетативних центрів збудником, так і вторинним впливом на центри внутрішньочерепною гіпертензією. Вегетативні розлади представлені симпатоадреналовими (тахікардія, артеріальна гіпертензія, пітливість, спрага), ваго-інсулярними (брадикардія, артеріальна гіпотензія, поліурія) і змішаними пароксизмами.

### Ліквродинамічні порушення
При нейроінфекціях розвиваються порушення вироблення та циркуляції спинномозкової рідини.

#### Гіпертензивні прояви
Переважають у хворих на нейроінфекції. Обумовлені підвищенням продукції спинномозкової рідини внаслідок подразнення судинних сплетень, або розвиваються внаслідок утруднення всмоктування її там або через підвищений тиск у системі яремних вен при супутній легенево-серцевій патології. Внутрішньочерепну гіпертензію виявляють при проведенні люмбальної пункції, коли тиск люмбальної рідини сягає понад 200 мм вод. ст. При підвищенні продукції рідини білок там не перевищує 0,1 г/л, при застійному варіанті — перевищує 0.33 г / л. Проведення досліджень Ехо-ЕГ, МРТ головного мозку, офтальмоскопії також виявляють внутрішньочерепну гіпертензію.

#### Гіпотензивні прояви
Виникають внаслідок гіпофункції хоріоідальних сплетень на тлі спазму судин. Внутрішньочерепна гіпотензія проявляється головним болем часто у тім'яної локалізації. Посилення болю відбувається при кашлі, різких рухах головою. Зменшують біль вимушене положення з опущеною головою, здавлювання яремних вен. Лікворна гіпотензія відповідає тиску нижче 100 мм вод. ст.

### Набряк-набухання головного мозку
Найбільш поширене неспецифічне загальнопатологічне ускладнення нейроінфекцій, разом з тим, через велику частоту зустрічаємості його нерідко вважають проявом нейроінфекцій. Основним патогенетичним механізмом набряку-набухання головного мозку (ННГМ) є порушення мікроциркуляції в паренхімі мозку на тлі васкуліту, локального синдрому дисемінованого внутрішнього згортання. Збудник спричинює безпосереднє пошкодження стінок кровоносних судин, їхнього рецепторного апарату, а також рефлекторні реакції. Плазморагії і діапедезні геморагії, що розвиваються, призводять до підвищення онкотичного тиску в оточуючих судини тканинах, підвищують гідрофільність мозкової паренхіми. Важливою складовою патогенезу ННГМ є гіпоксичний фактор. Гіпоксія розвивається при нейроінфекціях внаслідок порушень гемодинаміки і метаболізму (ацидоз), блокади окислювальних систем. Ацидоз підвищує проникність клітинних мембран, іони натрію, проникаючи в цитоплазму нейронів, призводять до їхнього набряку, посилюють у свою чергу гіпоксію. Гарячка, порушення зовнішнього дихання підсилюють метаболічні розлади, гіпоксію, ННГМ. Тривалість дії гіпоксичного фактора, дисметаболічних явищ впливає на ступінь розвитку дегенеративно-дистрофічних процесів у нейронах, аж до загибелі останніх. Тяжкий ННГМ може призвести до смерті хворого через вклинювання мозку у великий потиличний отвір голови із наступним здавлюванням мигдалин мозочка і стовбура (дислокаційний синдром), що призводить до блокади дихального і судинного центрів, які містяться у стовбурі. Проявляється пригніченням свідомості, епілептичним нападом, призводить до дихальних порушень (тахіпное, періодичне дихання Чейн-Стокса, а потім агональне дихання Куссмауля), порушення загальної гемодинаміки (гіпотонія, брадикардія). Ступінь виразності ННГМ впливає на характер судом у хворого. Це можуть бути фебрильні судоми у дітей, серійні епілептичні напади і епілептичний статус. При легшому перебігу ННГМ відзначаються клонічні та клоніко-тонічні судоми. Розвиток тонічних судом з розгинанням голови дозаду є типовим для несприятливого перебігу ННГМ, що приводить до декортикації, децеребрації. Ступінь пригнічення свідомості також збігається з виразністю ННГМ. У його початковому періоді відзначається сомнолентність (сноподібний стан свідомості). Для більш глибокого розладу свідомості (сопор) характерна неможливість мовного контакту з хворим, але рефлекторна діяльність збережена. Коматозний стан проявляється пригніченням рефлекторної діяльності, крім дихання і серцебиття, атонією м'язів. Припинення судом на тлі коми є вкрай несприятливою ознакою, що вказує на летальний ННГМ. У ряді випадків відбувається розвиток інших дислокаційних проявів. Одним з них є синдром Гертвіга-Можанді — у хворого з'являється косоокість, що полягає у відхиленні одного очного яблука донизу і досередини, а протилежної — догори і назовні.

## Діагностика
Проводяться клінічні дослідження спинномозкової рідини (клітинний склад або цитоз, протеїни); біохімічні (глюкоза), імунологічні (антитіла, імунні клітини); бактеріологічні та вірусологічні дослідження. Виділяють такі типи змін при клінічному дослідженні спинномозкової рідини:
- білково-клітинна
- клітинно-білкова дисоціація:

- по гнійному і
- серозному типу.

Клітинно-білкова дисоціація гнійного типу: ліквор мутний, пофарбований (білий, жовто-зелений), нейтрофільний плеоцитоз (часто просто цитоз) від 1000 і більше клітин в 1 мкл, протеїнорагія від 1,0 г/л. Як правило розвивається при звичайному перебігу гнійних менінгітів. Клітинно-білкова дисоціація серозного типу: рідина прозора, опалесцируюча, лімфоцитарний плеоцитоз від 100 і більше, помірна протеїноррагія від 0,4 до 1,0 г/л. Переважно розвивається при вірусних менінгітах (ентеровірусний, паротитний тощо).
Білково-клітинна дисоціація гнійного типу: ліквор непрозорий, нейтрофільний плеоцитоз до 1000 клітин в 1 мкл, виділення протеїнів більше 1,0 г/л. Розвивається при ускладненому перебігу гнійних бактеріальних та протозойних менінгітів. Білково-клітинна дисоціація серозного типу: ліквор білий, але мутний, лімфоцитарний плеоцитоз від 10 і більше клітин в 1 мкл, але є виділення протеїнів зазвичай значно більше від 1,0 г/л. Переважно відбувається при туберкульозному менінгоенцефаліті, ускладненому перебігу енцефалітів.
Найбільш поширений метод верифікації захворювання — виявлення наростання титрів специфічних антитіл у крові хворого від початку хвороби до другої-третьої тижня захворювання. Застосовуються імуноферментний аналіз (ІФА), реакція гальмування гемаглютинації, реакція зв'язування комплементу, реакція нейтралізації. Найбільш досконалим методом є ІФА, який забезпечує верифікацію збудника захворювання іноді й на початку хвороби завдяки виявленню специфічних імуноглобулінів класу М.
При бактеріальних нейроінфекціях проводять бактеріологічний посів спинномозкової рідини, вмісту вогнища при проведенні оперативного втручання на мозку.

## Лікування
Лікування нейроінфекцій вимагає негайного початку при першій підозрі на наявність захворювання. Лікувальні заходи повинні бути комплексними, які передбачають використання етіологічних засобів, що усувають збудника захворювання, а також патогенетичних засобів. Метою етіотропної терапії є елімінація збудника хвороби, припинення його розмноження.

### Етіотропне
При вірусних нейроінфекціях етіотропних засобів існує небагато. Застосовують неспецифічні (зокрема нормальний людський імуноглобулін) та специфічні (зокрема проти кліщового енцефаліту) імуноглобуліни. Для деяких нейроінфекцій вірусної природи застосовують противірусні засоби, зокрема при ВІЛ-інфекції (антиретровірусні препарати — нуклеозидні інгібітори зворотньої транскриптази, ненуклеозидні інгібітори зворотньої транскриптази, інгібітори зворотної транскриптази, інгібітори протеази, інгібітори фузії тощо), герпетичних енцефалітах (нуклеозидні аналоги) тощо.
При бактеріальних нейроінфекціях використовують антибіотики з високим рівнем проникнення за гематоенцефалічний бар'єр: пеніциліни, цефалоспорини III—IV поколінь, деякі фторхінолони, аміноглікозиди тощо. За наявності абсцедування мозку проводиться хірургічне втручання.
При протозойних нейроінфекціях використовують деякі препарати, що впливають негативно на найпростіших, зокрема сульфаметоксазол/триметоприм. При грибкових ураженнях застосовують протигрибкові препарати — амфотерицин В, флуконазол, вориконазол тощо.

### Патогенетичне
Основні напрямки патогенетичного лікування: дезінтоксикація організму, профілактика і лікування набряку головного мозку, корекція гемостазу. Корекція порушень водно-електролітного обміну проводиться згідно з показниками іонограми і гематокриту, а заповнення дефіциту води в організмі проводиться з розрахунку: 1077 мл на добу з додаванням 500 мл на кожен градус температури тіла вище 37.0 °C, компенсацією діурезу і 200 мл на кожен акт дефекації. Спектр препаратів, застосовуваних з метою детоксикації, широкий: фізіологічний розчин, розчин глюкози, дисоль, розчини декстранів тощо. Лікування набряку головного мозку включає послідовне використання внутрішньовенного введення осмотичних діуретиків (гіпертонічний розчин глюкози, розчин сульфату магнію, манніт тощо) і салуретиків (фуросемід, торасемід тощо). Застосовуються глюкокортикостероїди (преднізолон, дексаметазон) протягом 2-3 днів в дозі перерахунку на преднізолон 1.5-2.0 мг / кг маси тіла.